# Pimpla hesperus
Pimpla hesperus là một loài tò vò trong họ Ichneumonidae.